# Lista de prêmios e indicações recebidos por 2NE1
Esta é uma lista dos prêmios recebidos pela 2NE1, um grupo de garotas feito pela YG Entertainment na Coréia do Sul. O seu primeiro extended play, 2NE1 (2009), foi bem recebida e gerou os hits como "Fire" e "I Don't Care", um dos maiores singles de 2009.  Após o sucesso inicial, em 2009, o grupo lançou seu primeiro álbum full-length em 2010  To Anyone. "Clap Your Hands", "Go Away" e "Can't Nobody" foram usados como singles promocionais. Em 2011, eles voltaram com o segundo EP, 2NE1 (2011), que ganhou 2NE1 muitos prêmios e indicações, incluindo Álbum do Ano e Canção do Ano para o primeiro single "I Am the Best".

## allkpopAwards
| Ano  | Trabalho nomeado | prêmio                          | Resultado |
| ---- | ---------------- | ------------------------------- | --------- |
| 2010 | "Can't Nobody"   | Song of the Year                | Indicado  |
| 2010 | "Can't Nobody"   | Best Female Group               | Venceu    |
| 2010 | "Go Away"        | Best Choreography               | Indicado  |
| 2010 | Sandara Park     | Best Social Network Personality | Indicado  |
| 2011 | "I Am the Best"  | Song of the Year                | Indicado  |
| 2011 | "I Am the Best"  | Best Choreography               | Indicado  |
| 2011 | "I Am the Best"  | Best Female Group               | Venceu    |
| 2011 | Sandara Park     | Best Social Network Personality | Indicado  |
| 2011 | Park Bom         | Best Female Solo Artist         | Indicado  |
| 2012 | "I Love You"     |                                 |           |
| 2012 | "I Love You"     | Best Live                       | Venceu    |
| 2012 | Blackjacks       | Best Fans                       | Indicado  |
| 2013 | "Missing You"    | Best Female Group               | Pendente  |
| 2013 | CL               | Best Female Solo Artist         | Pendente  |
| 2013 | Blackjacks       | Best Fans                       | Pendente  |

## Asia Song Festival
| Ano  | Trabalho nomeado | prêmio                    | Resultado |
| ---- | ---------------- | ------------------------- | --------- |
| 2009 | 2NE1             | Best Asian Newcomer Award | Venceu    |

## China Music Awards
| Ano  | Trabalho nomeado | prêmio                           | Resultado |
| ---- | ---------------- | -------------------------------- | --------- |
| 2013 | 2NE1             | Most Popular International Group | Venceu    |

## Cyworld Digital Music Awards
| Ano  | Trabalho nomeado           | prêmio                        | Resultado |
| ---- | -------------------------- | ----------------------------- | --------- |
| 2009 | "Lollipop" (with Big Bang) | Song of the Month (April)     | Venceu    |
| 2009 | "Fire"                     | Song of the Month (May)       | Venceu    |
| 2009 | "I Don't Care"             | Song of the Month (July)      | Venceu    |
| 2009 | 2NE1                       | Rookie of the Month (May)     | Venceu    |
| 2009 | 2NE1                       | Bonsang                       | Venceu    |
| 2009 | 2NE1                       | Rookie of the Year (Group)    | Venceu    |
| 2009 | 2NE1                       | Artist of the Year            | Venceu    |
| 2009 | 2NE1                       | Top Seller Artist             | Venceu    |
| 2009 | "I Don't Care"             | Song of the Year              | Venceu    |
| 2010 | "Go Away"                  | Song of the Month (September) | Venceu    |
| 2011 | "Lonely"                   | Song of the Month (May)       | Venceu    |

## Dosirak
| Ano  | Trabalho nomeado | prêmio            | Resultado |
| ---- | ---------------- | ----------------- | --------- |
| 2010 | To Anyone        | Album of the Year | Venceu    |

## Eat Your Kimchi Awards
| Ano  | Trabalho nomeado | prêmio            | Resultado |
| ---- | ---------------- | ----------------- | --------- |
| 2012 | 2NE1             | Best Female Group | Venceu    |

## Gaon Chart Kpop Awards
| Ano  | Trabalho nomeado | prêmio                    | Resultado |
| ---- | ---------------- | ------------------------- | --------- |
| 2011 | 2NE1             | Singer of the Year (May)  | Venceu    |
| 2012 | 2NE1             | Singer of the Year (July) | Venceu    |
| 2013 | 2NE1             | World Hallyu Star         | Venceu    |

## Golden Disk Awards
| Ano  | Trabalho nomeado | prêmio                   | Resultado |
| ---- | ---------------- | ------------------------ | --------- |
| 2009 | 2NE1             | Popularity Award         | Indicado  |
| 2009 | 2NE1             | Rookie Award             | Indicado  |
| 2009 | "Fire"           | Digital Bonsang          | Indicado  |
| 2010 | 2NE1             | Popularity Award         | Indicado  |
| 2010 | To Anyone        | Disk Bonsang             | Indicado  |
| 2011 | 2NE1             | Popularity Award         | Indicado  |
| 2011 | 2NE1             | Disk Bonsang             | Indicado  |
| 2012 | 2NE1             | Popularity Award         | Indicado  |
| 2012 | 2NE1             | MSN Southeast Asia Award | Indicado  |
| 2012 | 2NE1             | MSN International Award  | Indicado  |
| 2012 | I Love You       | Digital Bonsang          | Venceu    |
| 2013 | 2NE1             | Popularity Award         | Indicado  |
| 2013 | Missing You      | Digital Bonsang          | Venceu    |

## GQ Awards
| Ano  | Trabalho nomeado | prêmio            | Resultado |
| ---- | ---------------- | ----------------- | --------- |
| 2009 | 2NE1             | This Year's Stage | Venceu    |
| 2009 | "I Don't Care"   | This Year's Song  | Venceu    |
| 2009 | 2NE1             | This Year's Album | Venceu    |

## Hottracks Music Awards
| Ano  | Trabalho nomeado | prêmio                     | Resultado |
| ---- | ---------------- | -------------------------- | --------- |
| 2010 | "Can't Nobody"   | Best Dance&Electronic Song | Venceu    |
| 2011 | "I Am the Best"  | Song of the Year           | Venceu    |

## Japan Record Awards
The Japan Record Awards recognizes outstanding achievements in the Japan Composer's Association in a manner similar to the American Grammy Awards, is major music awards show held annually in Japan. The show airs every New Year's Eve (sometimes December 30) on TBS Japan at 6:30 P.M JST and is hosted by many announcers.
| Year | Nominated work | Award           | Result   |
| ---- | -------------- | --------------- | -------- |
| 2011 | 2NE1           | New Artist      | Venceu   |
| 2011 | 2NE1           | Best New Artist | Indicado |

## Korean Music Awards
| Ano  | Trabalho nomeado | prêmio                        | Resultado |
| ---- | ---------------- | ----------------------------- | --------- |
| 2009 | 2NE1             | Rookie of the Year            | Indicado  |
| 2009 | "I Don't Care"   | Best R&B & Soul Song          | Indicado  |
| 2011 | To Anyone        | Best Dance & Electronic Album | Venceu    |
| 2012 | "I Am the Best"  | Best Dance & Electronic Song  | Venceu    |

## Korean Popular Culture & Arts Award
| Year | Nominated work | Award                  | Result |
| ---- | -------------- | ---------------------- | ------ |
| 2012 | 2NE1           | Prime Minister’s Award | Venceu |

## Melon Music Awards
| Ano  | Trabalho nomeado | prêmio                      | Resultado |
| ---- | ---------------- | --------------------------- | --------- |
| 2009 | 2NE1             | Rookie of the Year          | Venceu    |
| 2009 | 2NE1             | Bonsang Award (Top 10)      | Venceu    |
| 2010 | "Go Away"        | Song of the Month (October) | Venceu    |
| 2010 | 2NE1             | Bonsang Award (Top 10)      | Venceu    |
| 2010 | 2NE1             | Artist of the Year          | Indicado  |
| 2010 | 2NE1             | Best Dressed Singer         | Indicado  |
| 2010 | To Anyone        | Album of the Year           | Venceu    |
| 2010 | "Can't Nobody"   | Song of the Year            | Indicado  |
| 2010 | "Can't Nobody"   | Netizen's Popular Song      | Indicado  |
| 2010 | "Go Away"        | Hot Trend Song              | Indicado  |
| 2011 | 2NE1             | Bonsang Award (Top 10)      | Venceu    |
| 2011 | 2NE1             | Album Of The Year           | Venceu    |
| 2011 | "I Am the Best"  | Popular Netizen Song        | Indicado  |
| 2011 | "I Am the Best"  | Song Of The Year            | Indicado  |
| 2011 | "Lonely"         | Song Of The Year            | Indicado  |
| 2012 | 2NE1             | Bonsang Award (Top 10)      | Venceu    |
| 2012 | 2NE1             | Artist Of The Year          | Indicado  |
| 2012 | 2NE1             | Global Artist Award         | Indicado  |
| 2012 | "I Love You"     | Song Of The Year            | Indicado  |
| 2013 | 2NE1             | Global Artist Award         | Indicado  |

## Mnet 20's Choice Awards
| Ano  | Trabalho nomeado               | prêmio                | Resultado |
| ---- | ------------------------------ | --------------------- | --------- |
| 2009 | 2NE1                           | Hot New Star          | Venceu    |
| 2009 | 2NE1                           | Hot Performance       | Indicado  |
| 2009 | 2NE1                           | Hot Summer Popularity | Indicado  |
| 2009 | "Lollipop"                     | Hot CF Star           | Venceu    |
| 2009 | "Fire"                         | Hot Online Song       | Venceu    |
| 2009 | Sunglasses from "I Don't Care" | Hot Girl Group Style  | Indicado  |
| 2013 | CL                             | 20's Style            | Venceu    |

## Mnet Asian Music Awards
| Ano  | Trabalho nomeado        | prêmio                                | Resultado |
| ---- | ----------------------- | ------------------------------------- | --------- |
| 2009 | 2NE1                    | Best New Female Artist                | Venceu    |
| 2009 | 2NE1                    | Music Portal Award                    | Venceu    |
| 2009 | "I Don't Care"          | Best Dance Music                      | Indicado  |
| 2009 | "I Don't Care"          | Song of the Year                      | Venceu    |
| 2009 | "Fire"                  | Best Music Video                      | Venceu    |
| 2010 | 2NE1                    | Best Female Group                     | Venceu    |
| 2010 | 2NE1                    | Artist of the Year                    | Venceu    |
| 2010 | To Anyone               | Album of the Year                     | Venceu    |
| 2010 | "Can't Nobody"          | Best Dance Female Performance         | Indicado  |
| 2010 | "Can't Nobody"          | Best Music Video                      | Venceu    |
| 2010 | "Can't Nobody"          | Song of the Year                      | Indicado  |
| 2010 | "You and I (Park Bom)"  | Best Digital Single                   | Venceu    |
| 2011 | "Lonely"                | Best Vocal Performance Group          | Venceu    |
| 2011 | 2NE1                    | Best Female Group                     | Indicado  |
| 2011 | 2NE1                    | Artist Of The Year                    | Indicado  |
| 2011 | "I Am the Best"         | Best Dance Performance – Female Group | Indicado  |
| 2011 | "I Am the Best"         | Song Of The Year                      | Venceu    |
| 2011 | 2NE1                    | Album Of The Year                     | Indicado  |
| 2012 | "I Love You"            | Best Female Group                     | Indicado  |
| 2012 | "I Love You"            | Best Global Group-Female              | Indicado  |
| 2013 | "Falling In Love"       | Best Female Group                     | Indicado  |
| 2013 | The Baddest Female (CL) | Best Dance Performance – Female Solo  | Venceu    |

## MTV Daum Music Fest
| Ano  | Trabalho nomeado | prêmio             | Resultado |
| ---- | ---------------- | ------------------ | --------- |
| 2011 | 2NE1             | Artist of the Year | Venceu    |

## MTV IGGY
| Ano  | Trabalho nomeado | prêmio                     | Resultado |
| ---- | ---------------- | -------------------------- | --------- |
| 2011 | 2NE1             | Best New Band In The World | Venceu    |
| 2013 | 2NE1             | 2013 Song of the Summer    | Venceu    |

## MTV Video Music Awards Japan
| Ano  | Trabalho nomeado | prêmio          | Resultado |
| ---- | ---------------- | --------------- | --------- |
| 2012 | "I Am the Best"  | Best New Artist | Venceu    |

## MYX Music Awards
| Ano  | Trabalho nomeado | prêmio                             | Resultado |
| ---- | ---------------- | ---------------------------------- | --------- |
| 2010 | "Fire"           | Favorite International Video Award | Indicado  |
| 2011 | "Go Away"        | Favorite K-pop Video Award         | Venceu    |
| 2012 | "Lonely"         | Favorite K-pop Video Award         | Indicado  |
| 2013 | "I Love You"     | Favorite K-pop Video Award         | Indicado  |

## Philippine K-Pop Awards
| Ano  | Trabalho nomeado | prêmio            | Resultado |
| ---- | ---------------- | ----------------- | --------- |
| 2009 | 2NE1             | Best New Artist   | Venceu    |
| 2010 | 2NE1             | Best Female Group | Venceu    |
| 2010 | "Can't Nobody"   | Song of the Year  | Indicado  |
| 2011 | 2NE1             | Best Female Group | Venceu    |
| 2011 | 2nd Mini Album   | Album of the Year | Indicado  |
| 2011 | "Lonely"         | Song of the Year  | Indicado  |

## Philippines Kpop Convention
| Ano  | Trabalho nomeado | prêmio                  | Resultado |
| ---- | ---------------- | ----------------------- | --------- |
| 2011 | 2NE1             | Best Female Kpop Artist | Venceu    |
| 2012 | 2NE1             | Best Female Kpop Artist | Venceu    |

## O Music Awards
| Ano  | Trabalho nomeado | prêmio                    | Resultado |
| ---- | ---------------- | ------------------------- | --------- |
| 2012 | 2NE1             | Fan Army FTW (Blackjacks) | Indicado  |

## Rhythmer Awards
| Ano  | Trabalho nomeado | prêmio                 | Resultado |
| ---- | ---------------- | ---------------------- | --------- |
| 2009 | 2NE1             | R&B Artist of the Year | Venceu    |
| 2009 | 2NE1             | Rookie of the Year     | Venceu    |
| 2009 | 2NE1             | R&B Album of the Year  | Indicado  |
| 2009 | "I Don't Care"   | R&B Single of the Year | Indicado  |

## Seoul Music Awards
| Ano  | Trabalho nomeado | prêmio           | Resultado |
| ---- | ---------------- | ---------------- | --------- |
| 2009 | 2NE1             | Bonsang Award    | Indicado  |
| 2009 | 2NE1             | Popularity Award | Indicado  |
| 2010 | 2NE1             | Popularity Award | Indicado  |
| 2012 | 2NE1             | Bonsang Award    | Venceu    |

## So-loved Awards
| Year | Nominated work | Award            | Result |
| ---- | -------------- | ---------------- | ------ |
| 2011 | 2NE1           | Best Female Band | Venceu |
| 2012 | 2NE1           | Best Female Band | Venceu |
| 2012 | Scream         | Best Mini Album  | Venceu |
| 2013 | 2NE1           | Best Female Band | Venceu |

## SoompiGayo Awards
| Ano  | Trabalho nomeado | prêmio                            | Resultado |
| ---- | ---------------- | --------------------------------- | --------- |
| 2009 | 2NE1             | Best New Artist                   | Venceu    |
| 2011 | 2NE1             | Artist of the Year                | Venceu    |
| 2012 | 2NE1             | Top 10 Artists (#6)               | Venceu    |
| 2012 | 2NE1             | Top 50 Songs – #6 ("I Love You")  | Venceu    |
| 2012 | 2NE1             | Top Digital Single ("I Love You") | Venceu    |

## Style Icon Awards
| Ano  | Trabalho nomeado | prêmio             | Resultado |
| ---- | ---------------- | ------------------ | --------- |
| 2009 | 2NE1             | Best Female Singer | Venceu    |
| 2010 | 2NE1             | Best Female Singer | Venceu    |
| 2011 | 2NE1             | Best Female Singer | Indicado  |

## World Music Awards
| Ano  | Trabalho nomeado | prêmio                | Resultado |
| ---- | ---------------- | --------------------- | --------- |
| 2013 | 2NE1             | World's Best Group    | Pendente  |
| 2013 | 2NE1             | World's Best Live Act | Pendente  |

## Yahoo! Asian Buzz Awards
| Ano  | Trabalho nomeado | prêmio                         | Resultado |
| ---- | ---------------- | ------------------------------ | --------- |
| 2009 | 2NE1             | Top Buzz Star: Female Category | Indicado  |
| 2010 | 2NE1             | Top Buzz Star: Female Category | Indicado  |

## Youtube Kpop Awards
| Ano  | Trabalho nomeado | prêmio                               | Resultado |
| ---- | ---------------- | ------------------------------------ | --------- |
| 2011 | "I Am the Best"  | Top 3 Most Viewed Videos (2nd place) | Venceu    |

## You2play Award
| Ano  | Trabalho nomeado | prêmio                     | Resultado |
| ---- | ---------------- | -------------------------- | --------- |
| 2014 | 2NE1             | Favorite Asian Artist      | Pendente  |
| 2014 | Falling In Love  | Favorite Asian Music Video | Pendente  |

## Music Program Wins

### Music Bank
| Ano  | Data         | Canção          |
| ---- | ------------ | --------------- |
| 2009 | July 17      | "I Don't Care"  |
| 2009 | July 24      | "I Don't Care"  |
| 2009 | July 31      | "I Don't Care"  |
| 2009 | August 7     | "I Don't Care"  |
| 2009 | August 14    | "I Don't Care"  |
| 2010 | September 17 | "Can't Nobody"  |
| 2010 | September 24 | "Go Away"       |
| 2010 | October 1    | "Go Away"       |
| 2011 | August 5     | "I Am the Best" |